# Арнсдорф
Арнсдорф (нем. Arnsdorf; в.-луж. Warnoćicy) — община в Германии, в земле Саксония. Подчиняется административному округу Дрезден. Входит в состав района Баутцен. Население составляет 4670 человек (на 31 декабря 2010 года). Занимает площадь 35,80 км².
Коммуна подразделяется на 4 сельских округа.